# Děsnej dupák
Děsnej dupák (orig. Dance Flick) je americká filmová komedie z roku 2009 režiséra Damiena Danteho Wayanse. Film paroduje populární taneční filmy.

## Děj
Dívce z předměstí Megan se přihodí několik nehod, když se přestěhuje do centra města a začne tancovat. Kluk z ulice Thomas se zajímá o street dancing, ale musí pracovat pro hladového obézního vůdce gangu, jehož jediným zájmem je jídlo. Megan se spřátelí s Thomasovou sestrou Charity, která má malé dítě, ale pouze slabé rodičovské schopnosti. Když se Megan a Thomas seznámí, začnou spolu trávit čas, zamilují se a stanou se tanečními partnery.

## Parodované filmy, seriály a pořady
- Footloose
- Chappelle's Show
- Nežádej svůj poslední tanec
- Nakládačka (úvodní zápas ve filmu, postava Sugar Bear a fakt, že mu Thomas a A-Con dluží peníze)
- Divoký Stomp (klouzání na hlavě a závěrečný zápas)
- Let's Dance (konkurz tanečníků)
- Let's Dance 2 (závěrečný zápas)
- Flashdance (rozcvička)
- Hairspray (postava Tracy Transfet)
- Zpívání v dešti
- Hříšný tanec (část s vymezováním prostoru)
- Mamma Mia!
- Malá Miss Sunshine
- Domácí mazlíček (scéna před Meganiným zatčením)
- Crash (havárie Meganiny matky)
- V rytmu stepu
- V řetězech (scéna, kde je Megan připoutaná a Thomas cituje postavu Samuela L. Jacksona)
- Muzikál ze střední (postava Jacka a název školy)
- Fame – Cesta za slávou
- Honey
- Bravo, girls!
- Tanec s vášní (scéna s taneční třídou)
- Stmívání (scéna na plese)
- Roll bounce (závěrečný zápas)
- The Notorious B.I.G.
- Superbad (Meganina identifikační karta)
- Catwoman (havárie Meganiny matky)
- 1 Night in Paris (zápas Megan a Nory)
- Ray (slepý chlapec jménem Ray a jeho matka)
- Malý krámek hrůz a Dreamgirls (píseň And I Am Telling You My Belly's Growling)
- Střihoruký Edward
- Kouzelná romance a Sněhurka a sedm trpaslíků (zpívající Megan s krysami a ptáky)
- Nezvratný osud (když Meganin otec ukazuje dceři pokoj)
- America's Best Dance Crew
- Divoké kočky
- Umíte tančit?
- ATL
- Někdo to rád blond

## Obsazení
| Damon Wayans, Jr.   | Thomas Uncles            |
| Shoshana Bush       | Megan Whiteová           |
| Essence Atkins      | Charity Uncles           |
| Shawn Wayans        | Baby Daddy               |
| Marlon Wayans       | pan Moody                |
| Brennan Hillard     | Jack                     |
| Affion Crockett     | A-Con                    |
| Amy Sedaris         | Cameltoé                 |
| David Alan Grier    | Sugar Bear               |
| Chelsea Makela      | Tracy Transfat           |
| Chris Elliott       | Ron White                |
| Lochlyn Munro       | trenér, Jackův otec      |
| Christina Murphy    | Nora                     |
| Kim Wayans          | paní Dontwannabebothered |
| Keenen Ivory Wayans | Mr. Stache               |
| Craig Wayans        | Truck                    |
| Ross Thomas         | Tyler Gage               |
| George O. Gore II   | Ray                      |
| Tichina Arnold      | Rayova máma              |
| Lauren Bowles       | Glynn Whiteová           |